# Northrop Grumman RQ-180
Le Northrop Grumman RQ-180 est un drone furtif militaire américain. A l'heure actuelle il n'existe aucune image ou annonce officielle mais des preuves indiquent que le RQ-180 serait régulièrement utilisé en première ligne.

## Développement
Il serait adapté du Northrop Grumman X-47B.
En développement à la base militaire de la Zone 51, il devrait être opérationnel en 2015.